# 倉本智明
倉本 智明（くらもと ともあき、1963年 - ）は、日本の社会学者、東京大学大学院経済学研究科特任講師。選考は障害学、福祉社会、文化社会学。障害学会理事、『障害学研究』編集委員。

## 人物
大阪市生まれ。大阪府立大学大学院社会福祉学研究科博士後期課程単位取得退学。関西大学社会学部、聖和大学教育学部ほか非常勤講師などをへて、東京大学大学院経済学研究科特任講師。
「20代前半までを弱視者としてすごし、2006年時点ではほぼ全盲に近い」障害当事者である。

## 著書

### 単著
- だれか、ふつうを教えてくれ! 倉本智明 著 理論社 2006 (よりみちパン!セ ; 17) のちイースト・プレス

### 共編著
- 障害学を語る 倉本智明, 長瀬修 編著 エンパワメント研究所 2000
- 障害学の主張 石川准, 倉本智明 編著 明石書店 2002
- セクシュアリティの障害学 倉本智明 編著 明石書店 2005
- 手招くフリーク : 文化と表現の障害学 倉本智明 編著 生活書院 2010

## 参考資料・外部リンク
- 倉本智明